# Handball-Landesliga Bayern 1999/2000
Die Handball-Landesliga Bayern 1999/2000 wurde unter dem Dach des „Bayerischen Handballverbandes“ (BHV) organisiert, sie ist die zweithöchste Spielklasse des bayerischen Landesverbandes und wird hinter der Bayernliga als fünfthöchste Liga im deutschen Ligensystem geführt.

## Saisonverlauf
Meister der Landesliga Nord wurde der TSV 1860 Ansbach und Meister der Südgruppe war der VfL Günzburg. Beide Clubs waren damit auch direkt für die Bayernliga 2000/01 qualifiziert. Die Aufstiegsrelegation gewann der VfL Wunsiedel, der als dritter Aufsteiger nachrückte.

### Modus
Die in Gruppe Nord und Süd eingeteilte Liga bestand aus je zwölf Mannschaften. Es wurde eine Hin- und Rückrunde gespielt. Platz eins jeder Gruppe war Staffelsieger und Direktaufsteiger in die Bayernliga. Die zweiten Plätze spielten in einer Relegation den dritten Aufsteiger aus. Die Platzierungen zehn bis zwölf jeder Gruppe waren Direktabsteiger.

## Teilnehmer
Nicht mehr dabei waren die Aufsteiger der Vorsaison BSV 1898 Bayreuth, TSV Landsberg, VfB Forchheim und je drei Absteiger aus der Nord- und Südgruppe. Neu dabei waren die Absteiger aus der Bayernliga TSV Ansbach, TVO Marktredwitz, VfL Waldkraiburg. Dazu kamen sechs Aufsteiger aus den Bezirksligen. 
Gruppe Nord

1. TSV 1860 Ansbach
 
2. VfL Wunsiedel

Bereich des „Bayer. Handballverbandes“ (BHV)

- (A) Absteiger aus der Bayernliga war der
 TSV 1860 Ansbach,  TVO Marktredwitz

Gruppe Süd

1. VfL Günzburg

2. 
- (A) Absteiger aus der Bayernliga war
 VfL Waldkraiburg

### Aufstiegsrelegation
Die Relegation gewann der VfL Wunsiedel